# Aeroportul France
Aeroportul France (IATA: FRC, ICAO: SIMK) este un aeroport din São Paulo, Brazilia ce deservește zona Franca. Aeroportul a fost tranzitat în 2020 de 675 de pasageri. A fost numit după zona deservită.
Situat la o altitudine de 1.003 m, aeroportul dispune de 1 pistă. Este operat de Departamento Aeroviário do Estado de São Paulo⁠(d).

## Infrastructură

### Piste
Aeroportul dispune de o singură pistă. Pista 5/23 are suprafața de asfalt și dimensiunile 2.000 m × 30 m. 